# 科潘德阿蘇爾峰國家公園
科潘德阿蘇爾峰國家公園（西班牙語：Parque nacional Cerro Azul）是洪都拉斯的國家公園，處於特古西加爾巴西北面210公里，成立於1987年1月1日，面積154.6平方公里，最高點海拔高度2,285米。